# Rhamphomyia fridolini
Rhamphomyia fridolini är en tvåvingeart som beskrevs av Frey 1950. Rhamphomyia fridolini ingår i släktet Rhamphomyia och familjen dansflugor. Inga underarter finns listade i Catalogue of Life.